# Lápiz óptico

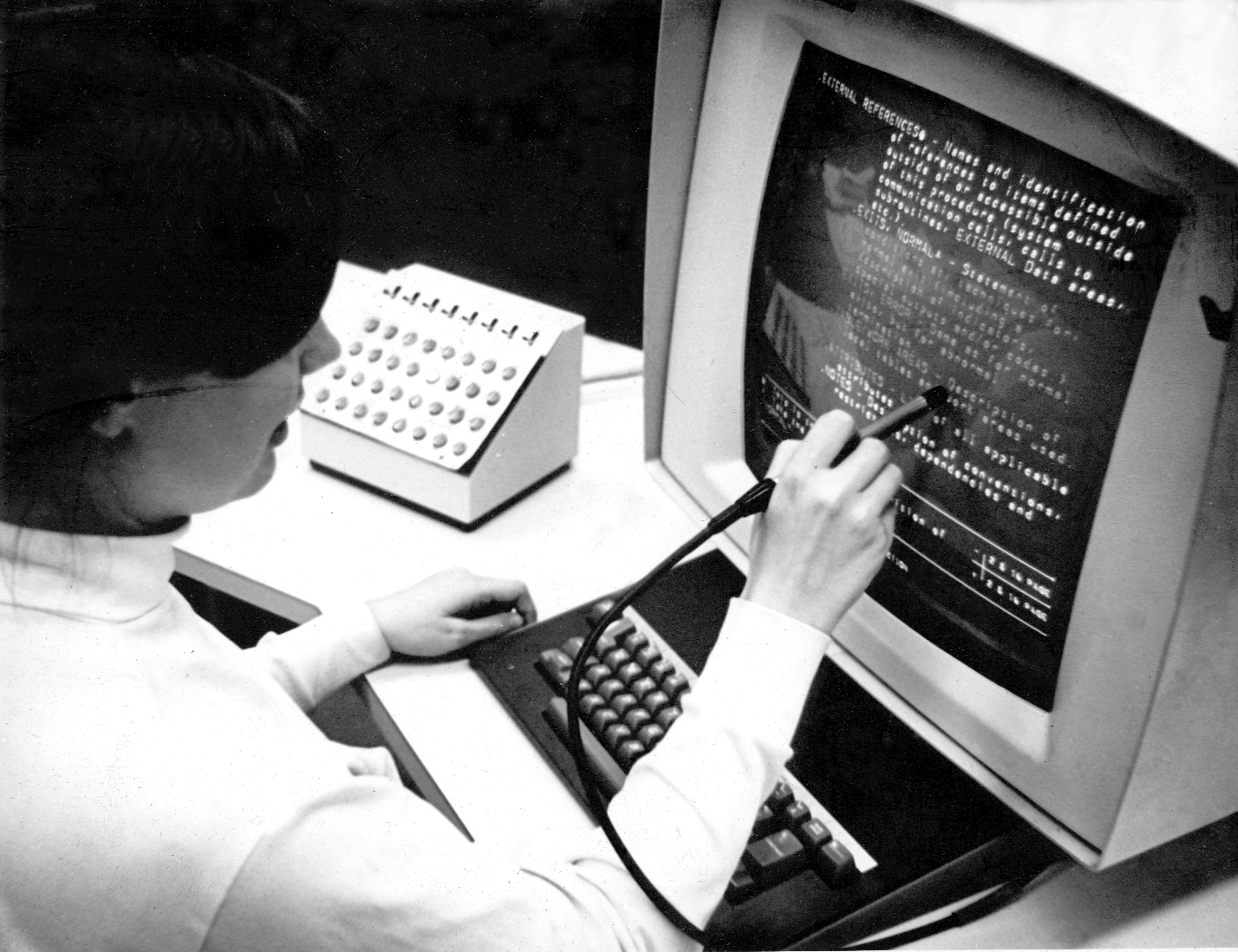
Foto de la consola del Hypertext Editing System (HES) en la Universidad Brown, cerca de octubre de 1969. La foto muestra al HES en una estación de exhibición IBM 2250 Mod 4, y pueden verse el lightpen y el teclado de función programada, el canal acoplado a la unidad central del IBM 360 de Brown.

El lápiz óptico es un periférico de entrada para computadoras, en forma de una varita fotosensible, que puede ser usado para apuntar a objetos mostrados en un televisor de CRT o un monitor, en una manera similar a una pantalla táctil pero con mayor exactitud posicional. Este periférico es habitualmente usado para sustituir al mouse o, con menor éxito, a la tableta digitalizadora. Está conectado a un cable eléctrico y requiere de un software especial para su funcionamiento. Haciendo que el lápiz toque el monitor el usuario puede elegir los comandos de los programas (el equivalente a un clic del mouse), bien presionando un botón en un lado del lápiz óptico o presionando este contra la superficie de la pantalla.

## Funcionamiento
Se creía hace mucho tiempo que este periférico podría funcionar con cualquiera pantalla basada en CRT, pero no con las pantallas de cristal líquido, los proyectores, u otros dispositivos de visualización. Sin embargo, en 2011, Fairlight Instruments lanzó su Fairlight CMI-30A, que usa un monitor LCD de 17 pulgadas, controlable con lápices ópticos.
El lápiz contiene sensores luminosos y envía una señal a la computadora cada vez que registra una luz, por ejemplo al tocar la pantalla cuando los píxeles no negros que se encuentran bajo la punta del lápiz son refrescados por el haz de electrones de la pantalla. La pantalla de la computadora no se ilumina en su totalidad al mismo tiempo, sino que el haz de electrones que ilumina los píxeles los recorre línea por línea, todas en un espacio de 1/50 de segundo. Detectando el momento en que el haz de electrones pasa bajo la punta del lápiz óptico, la computadora puede determinar la posición del lápiz en la pantalla. El lápiz no requiere una pantalla ni un recubrimiento especiales como puede ser el caso de una pantalla táctil, pero tiene la desventaja de que sostener el lápiz contra la pantalla durante periodos largos de tiempo llega a cansar al usuario. 
Los lápices ópticos modernos ofrecen una conexión bluetooth con el dispositivo, lo que mejora la usabilidad del lápiz.

## Historia
El lápiz óptico fue creado en 1952 como parte de la Computador Whirlwind, desarrollado por el Instituto Tecnológico de Massachusetts. A principios de la década de 1970 máquinas muy especializadas y de alto presupuesto como la CMX 600 lo incorporaban para dar las órdenes necesarias. Se hizo bastante popular durante los años 1980, cuando se utilizó en el Fairlight CMI y el BBC Micro. El lápiz óptico fue compatible también con varios tarjetas gráficas de los IBM PCs, incluyendo el Color Graphics Adapter (CGA), el Hércules Graphics Card (HGC), y el Enhanced Graphics Adapter (EGA). Desde 1984, los concursantes del concurso de televisión Jeopardy! utilizan lápices ópticos para escribir sus apuestas.
Dado que los lápices ópticos operan mediante la detección de luz emitida por los fósforos de la pantalla, debe haber un cierto nivel de intensidad no nulo en la posición de las coordenadas para ser seleccionado; de lo contrario, el lápiz no se activará.